# Leonard Kowalewski
Leonard Kowalewski – prezydent Włocławka w latach 1934–1935.
Do Włocławka przyjechał z Warszawy.